# Portiragnes
Portiragnes è un comune francese di 3 164 abitanti situato nel dipartimento dell'Hérault nella regione dell'Occitania.
Qua nacque la trobairitz Azalaïs de Porcairagues.

## Società

### Evoluzione demografica
Abitanti censiti